# Vespertiliònids
Els vespertiliònids (Vespertilionidae) són una família de ratpenats. N'hi ha 300 espècies repartides per tot el món, amb l'excepció de l'Antàrtida. Als Països Catalans, el nombre de representants d'aquesta família és molt gran i algunes espècies són morfològicament molt semblants.

## Característiques
Es caracteritzen per tenir un musell semblant al dels ratolins, mancat d'excrescències nasals, i per la presència d'una eminència cartilaginosa, anomenada tragus, davant de l'orifici auditiu. La forma del tragus és molt variable: pot ésser de secció cilíndrica o bé plana, amb l'extrem arrodonit, acabat en punta o bé eixamplat, en forma de bolet, etc. i és un dels trets que serveix per a determinar l'espècie. Els pavellons de les orelles també són de mida i formes molt diferents segons l'espècie, mentre que les ales poden ser llargues i estretes o bé curtes i amples, però sempre engloben del tot o gairebé del tot la cua.
Per a dormir poden penjar-se de cap per avall com els ratpenats de ferradura, però més sovint s'amaguen entre les clivelles de les roques o els troncs. Les que es pengen, pleguen les ales al costat del cos (llevat, de vegades, dels ratpenats orelluts), de manera que no el recobreixen per complet com passa amb els rinolòfids. També, a diferència d'aquests, dobleguen la cua sobre l'abdomen i no sobre el llom, i la majoria són quadrúpedes àgils.
Responent a les variacions estacionals de temperatura, els vespertiliònids entren en hibernació, i algunes espècies de vol ràpid i constant realitzen llargues migracions, de fins a més de 1.000 km, per anar a cercar els seus refugis d'hivern.
Gairebé totes són insectívores, llevat d'algunes espècies de Myotis i Pizonyx, que poden pescar peixos, i de les espècies més grosses del gènere Nyctalus que poden caçar ocells volant.

## Evolució
Les dades moleculars indiquen que els vespertiliònids se separaren dels molòssids a principis de l'Eocè. Es creu que la família té els seus orígens en algun punt de Lauràsia, possiblement a Nord-amèrica. Entre les espècies extintes hi ha Synemporion keana, que visqué a Hawaii entre el Plistocè mitjà i mitjans del mil·lenni II dC.

## Classificació taxonòmica
Són reconegudes sis subfamílies:
- Subfamília Antrozoinae
  - Antrozous
  - Bauerus
- Subfamília Kerivoulinae
  - Kerivoula
  - Phoniscus
- Subfamília Murininae
  - Harpiocephalus
  - Murina
- Subfamília Myotinae
  - Lasionycteris
  - Myotis
- Subfamília Vespertilioninae
  - Tribu Eptesicini
    - Arielulus
    - Eptesicus
    - Hesperoptenus

  - Tribu Lasiurini
    - Lasiurus

  - Tribu Nycticeiini
    - Nycticeinops
    - Nycticeius
    - Rhogeessa
    - Scoteanax
    - Scotoecus
    - Scotomanes
    - Scotophilus
    - Scotorepens

  - Tribu Nyctophilini
    - Nyctophilus
    - Pharotis

  - Tribu Pipistrellini
    - Glischropus
    - Nyctalus
    - Parastrellus
    - Perimyotis
    - Pipistrellus
    - Scotozous

  - Tribu Plecotini
    - Barbastella
    - Corynorhinus
    - Euderma
    - Idionycteris
    - Otonycteris
    - Plecotus

  - Tribu Vespertilionini
    - Cassistrellus
    - Chalinolobus
    - Eudiscopus
    - Falsistrellus
    - Glauconycteris
    - Histiotus
    - Hypsugo
    - Ia
    - Laephotis
    - Mimetillus
    - Neoromicia
    - Parahypsugo
    - Niumbaha
    - Philetor
    - Tylonycteris
    - Vespadelus
    - Vespertilio